# Steiner Ferenc
Steiner Ferenc (Temesvár, 1856. március 6. – Budapest, 1936. szeptember 21.) temesvári magyar gyógyszerész, újságíró, lapszerkesztő, politikus.

## Életútja, munkássága
Gimnáziumi tanulmányait 1866–74 között Gyönkön és Temesváron végezte. Gyógyszerészi oklevelet 1877-ben Grazban szerzett, ahol honfitársaival Magyar Kört alapított. Részt vett az 1877–78-as boszniai okkupációban. 1879-től a Temesvár-belvárosi Fekete Sas Városi Gyógyszertár bérlője, ill. tulajdonosa. Alapítója a temesvári Magyar Színügygyámolító Egyletnek, elnöke a Magyar Nyelvterjesztő Egyletnek, a Temesvár-gyárvárosi Társaskörnek, valamint a Honvédemlékmű Bizottságnak. Tevékeny szerepet vállalt a szabadfalui Petőfi-emlékmű felállításában. 1893-tól 1896-ig a Délvidéki Ellenőr c. lap kiadója, 1907 és 1916 között a Südungarische Reform c. német nyelvű újság felelős szerkesztője és főmunkatársa. Tulajdonosként vezette a temesvári Union Nyomdát.
Cikkeit az általa szerkesztett lapokban közölte. Politikusként Apponyi Albert konzervatív pártjának képviselője volt az 1901-es, 1905-ös, 1906-os és 1910-es választásokon a kisbecskereki kerületben.
1920-ban a hírhedt „levente-per” egyik vádlottja volt. Emiatt a román hatóságok kiutasították az országból, Magyarországon telepedett le.